# Dicrurus macrocercus
El drongo real (Dicrurus macrocercus) es una especie de ave paseriforme de la familia Dicruridae ampliamente distribuido por el sur y este de Asia. Se extiende desde la India y Sri Lanka al este de China y Java.

## Galería

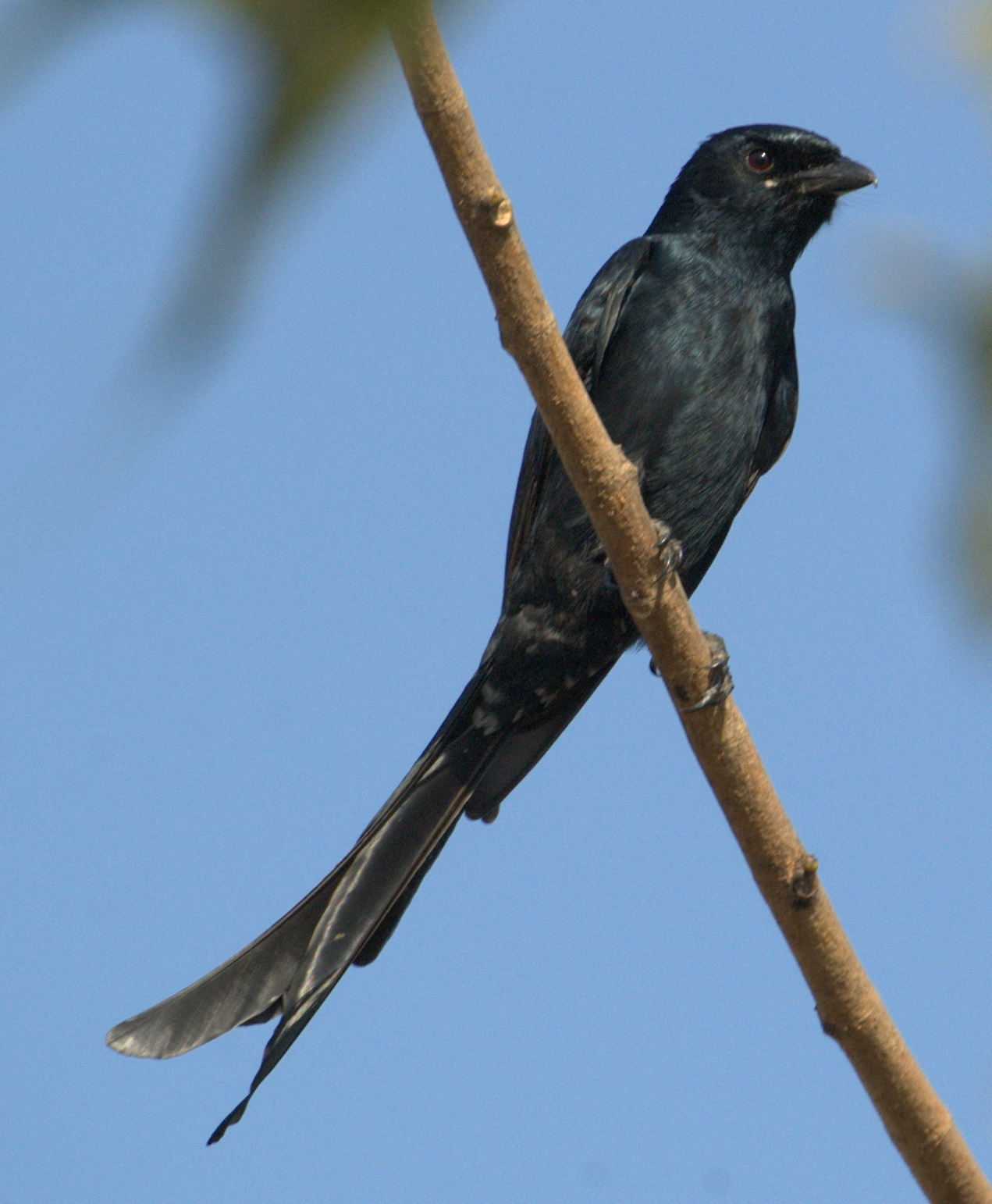
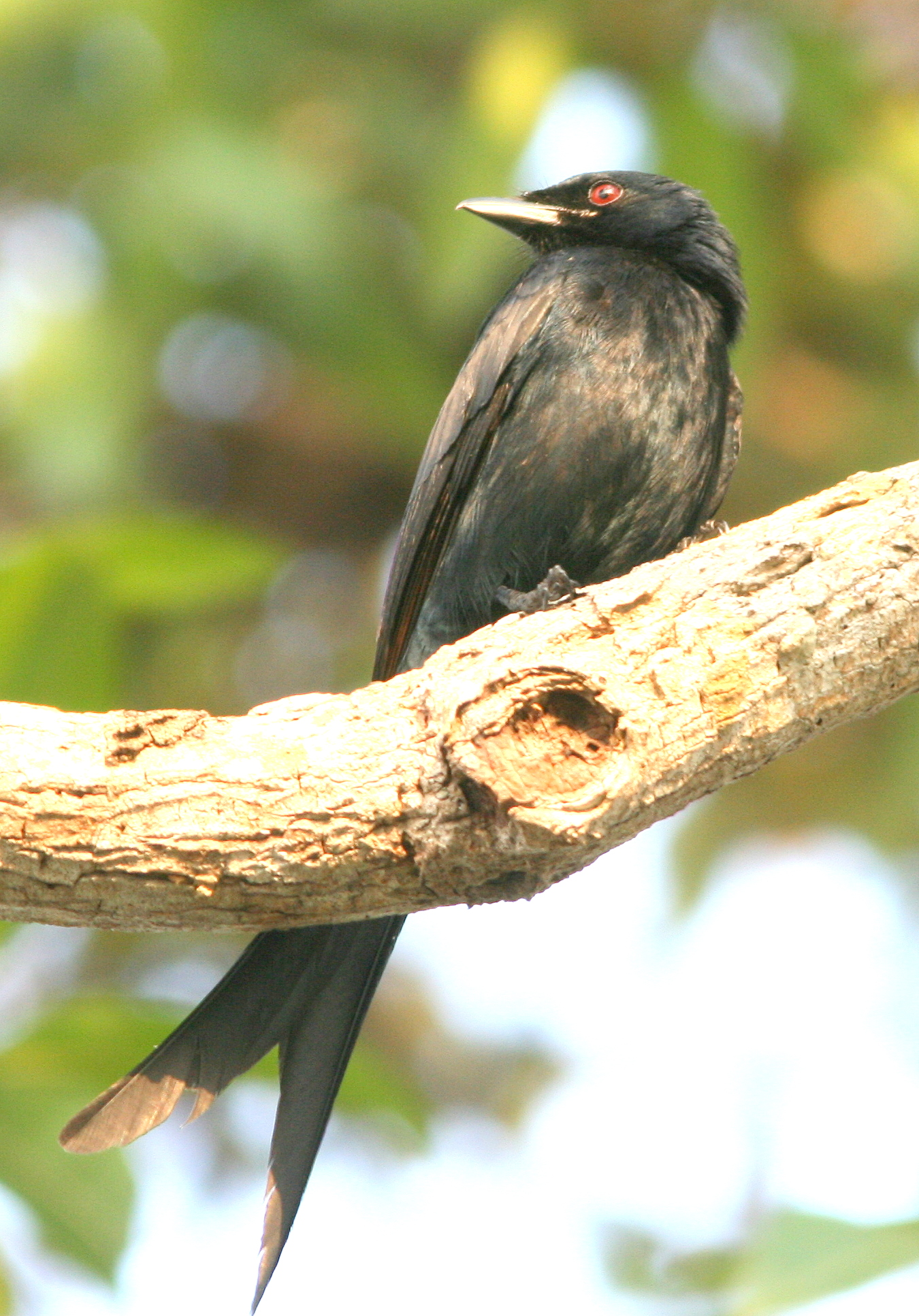